# Levante do Bosque
O Levante do Bosque foi um protesto estudantil em 2014 contra a repressão policial na Universidade Federal de Santa Catarina (UFSC). O estopim foi a prisão de um estudante pela Polícia Federal. 
Os agentes, a paisana, detiveram um aluno com um cigarro de maconha e foram conduzi-lo para a sede da PF. Os colegas do estudante e alguns professores os seguiram devido ao contexto pouco claro - os policiais não teriam se identificado - o que gerou um atrito entre os universitários, em número crescente e cada vez mais revoltados com a situação, e as polícias federal e militar - esta, que foi chamada pelos agentes da PF para conter a escalada do conflito, mas usou de força e equipamentos como spray de pimenta e gás lacrimogênio, tendo atingido professores, salas de aula e mesmo crianças no Núcleo de Desenvolvimento Infantil (NDI), que fica próximo ao Bosque, local do incidente.
A confusão que se seguiu na região próxima ao Centro de Filosofia e Ciências Humanas (CFH) resultou em depredações, agressões, excessos e uma ocupação da reitoria por parte dos alunos como protesto contra a repressão policial. Outros alunos que foram contrários ao levante protestaram contra essa ocupação.
O caso foi considerado emblemático das relações de poder nos campi brasileiros. Também teve destaque pelas estratégias de cobertura alternativa na imprensa. O Ministério Público Federal denunciou 36 pessoas pelo acontecimento, incluindo mesmo a reitora da UFSC na época, Roselane Neckel.